# Aeroportul Keekorok
Aeroportul Keekorok (IATA: KEU, ICAO: HKKE) este un aeroport din Masai Mara, Kaunti ya Narok⁠(d), Kenya.
Situat la o altitudine de 1.768 m, aeroportul dispune de o singură pistă. Este operat de Mamlaka ya Viwanja vya Ndege ya Kenya⁠(d).